# Unter anderen Umständen: Lügen und Geheimnisse
Lügen und Geheimnisse ist ein deutscher Fernsehfilm von Judith Kennel aus dem Jahr 2020. Es handelt sich um die 17. Folge der Krimiserie Unter anderen Umständen mit Natalia Wörner in der Hauptrolle.

## Handlung
Die Leiche einer jungen, unbekleideten Frau wird unweit der Grenze auf dänischer Seite im Moor gefunden. Zwar wurde die deutsche Kriminalpolizei zuerst verständigt, doch bestehen die dänischen Beamten darauf, den Fall allein zu übernehmen. Sie verständigen sich jedoch darauf, miteinander in Kontakt zu bleiben und bei grenzüberschreitenden Ermittlungen sofort aufeinander zuzugehen. Während die Obduktion der Leiche den dänischen Kollegen obliegt, die gleich andeuten, erst einen Gerichtsmediziner anfordern zu müssen und es daher etwas dauern wird, bis ein Ergebnis zur genauen Todesursache vorliegt, beginnen Jana Winter und ihr Team damit, die Identität des Mädchens zu ermitteln. Aufgrund eines kleinen rosafarbenen Flamingo-Tattoos gelingt dies sehr schnell. Es handelt sich um die Abiturientin Nele Wagner, die nach Aussage ihrer Eltern eigentlich mit ihrer Freundin Jennifer Urlaub machen wollte. Karen und Simon Wagner sind nicht nur über den Tod ihrer Tochter schockiert, sondern auch über deren „Freizeitbeschäftigung“, denn Nele arbeitete bei der Agentur Cam-Kitten und produzierte hier Sex-Videos, die online an ihre Kunden verkauft wurden. Agenturbetreiber Maik Leinemann zeigt sich betroffen vom Tod eines „seiner“ besten Mädchen und gibt an, Nele seit zwei Wochen nicht gesehen zu haben. Die Ermittler können nicht ausschließen, dass ein unzufriedener Kunde Nele gestalkt und möglicherweise umgebracht hatte. Eine andere Spur führt zu einer Schönheitsklinik, denn Neles Mutter berichtet den Ermittlern von einer Brustvergrößerung, die ihre Tochter hinter sich hatte und über die sie nicht zufrieden gewesen sei. Eine Rückfrage in der Klinik von Dr. Gundlach bringt die Erkenntnis, dass Gundlach offensichtlich mit Leinemann zusammenarbeitet und von dessen Agentur immer mit neuen Klientinnen versorgt wird.
Inzwischen geht der Obduktionsbericht aus Dänemark ein und als eigentliche Todesursache wurde Kreislaufversagen diagnostiziert. Da dem Opfer postum 42 Messerstiche am gesamten Körper zugefügt wurden, gehen die Ermittler von einem Psychopathen aus. Eine erste Spur führt zu einem von Neles Stammkunden, doch fatalerweise hatte Jana Winter Neles Eltern gegenüber diesbezüglich eine Andeutung gemacht, sodass diese eigenmächtig mit dem Mann abrechnen wollen. Als Matthias Hamm und Alwa Sörensen in Dänemark ankommen, ist der verdächtige Rasmus Poulsen verschwunden. Neles Eltern haben ihn entführt und wollen ihn zu einem Geständnis zwingen. Das rechtzeitige Eintreffen der Ermittler verhindert ein böses Ende. Poulsen wird in Polizeigewahrsam genommen und verhört. Er gibt an, sich nur um Nele gekümmert zu haben, weil sie nach ihrer Brust-OP Hilfe gebraucht habe. Er habe sie nur gepflegt und zum Bahnhof gebracht, weil sie nochmal in die Klinik wollte. Er habe ihr nichts getan. Winter befragt Dr. Gundlach erneut, der angibt, von einer zweiten OP seiner Patientin nichts zu wissen. Er habe sich nichts zuschulden kommen lassen. Es stellt sich dann aber heraus, dass Grundlachs Assistenzärztin eigenmächtig die „Reklamation“ von Nele korrigieren wollte und ihr ein Hyaluronpräparat gespritzt hatte. Dabei wurde eine Arterie verletzt und das Mittel gelangte unkontrolliert in die Blutbahn, was einen Gefäßverschluss verursachte und so das Kreislaufversagen auslöste. Um den Fehler nicht zugeben zu müssen, hat die Ärztin mit einem Skalpell für die Stichwunden gesorgt und wollte es nach einem Sexualdelikt aussehen lassen. Dann hatte sie Leinemann verständigt, der die Leiche im Moor entsorgt hat. Sowohl die Assistenzärztin als auch Maik Leinemann werden festgenommen.

## Hintergrund
Lügen und Geheimnisse wurde vom 2. September 2019 bis zum 2. Oktober 2019 unter dem Arbeitstitel Unter anderen Umständen – Perfect Girl u. a. in Hamburg, Flensburg, sowie im Naturschutzgebiet Fröslev-Jardelunder Moor gedreht und am 23. November 2020 im ZDF als Fernsehfilm der Woche erstmals gesendet.

## Rezeption

### Kritiken
Tilmann P. Gangloff schrieb für Tittelbach.tv: „‚Lügen und Geheimnisse‘, der 17. Film aus der ZDF-Reihe ‚Unter anderen Umständen‘ (Network Movie), mag keine besonders originelle Geschichte erzählen, aber spektakulär geht es in der 2006 gestarteten Reihe ohnehin nur selten zu. Zum Ausgleich sorgt Regisseurin Kennel, die sämtliche Episoden inszeniert hat, stets für hohe handwerkliche Qualität. Die prominente Besetzung der Gastrollen (Wiesnekker, Schade, Kampwirth, Werlinder, Prinz) ist zudem ein Beleg für die große Wertschätzung, die die Reihe in der Branche genießt.“
Oliver Armknecht von film-rezensionen.de meinte, „‚Unter anderen Umständen: Lügen und Geheimnisse‘ ist ein solider Krimi, der mit einer toten 19-Jährigen beginnt und später in das Geschäft mit Cam-Sexvideos führt. Der Film spricht dabei eine Reihe gesellschaftlicher Themen an, will diese aber nicht weiter vertiefen. Dafür gibt es viele Wendungen und Konflikte, dazu eine gewisse Rastlosigkeit.“ So zeige die Regisseurin eine „offenkundige Vorliebe für Konfrontationen. Da wird ständig gestritten, sei es innerhalb des Teams, mit Verdächtigen oder auch den Opfern.“ Auch „der deutsch-dänische Dauerzwist ist völlig überflüssig. Dafür ist die Auflösung doch recht überraschend. […] Aber es bleibt ein eher oberflächliches Vergnügen, welches die offensichtlichen Selbstansprüche des Films nicht erfüllt.“
Für prisma.de wertete Wilfried Geldner: „So sympathisch wie hier kommt die bereits in der vorherigen Folge zur Chefin in Flensburg aufgestiegene Kommissarin leider nicht häufig rüber. Offensichtlich ist sie angetreten, um im Gender-Modus einmal mehr die Eignung des weiblichen Geschlechts zur Kommissarin zu beweisen, womit sie allerdings keineswegs Neuland betritt.“ Zum Film selbst: „Der Stoff schrammt an allerlei sexuellen Anzüglichkeiten entlang – wer sich allerdings vielleicht den im Dialog verbalisierten ‚Hardcore-Porno‘ verspricht, wird wohl einigermaßen enttäuscht.“ „Erstaunlich gut gelingt es dabei der Abonnementsregisseurin der Reihe, Judith Kennel, Vergangenheit und Gegenwart miteinander zu verbinden. Ganz ohne Flashback-Klimmzüge wird das Geschehene aufgerollt. An Erzählfluss fehlt es also nicht,“ aber irgendwie hätte es eine „50-Minuten-Vorabendstrecke […] hier auch getan.“

### Einschaltquoten
Die Erstausstrahlung von Lügen und Geheimnisse am 23. November 2020 im ZDF verfolgten 6,66 Millionen Zuschauer, dies entsprach einem Marktanteil von 19,4 Prozent.